# Euderus regiae
Euderus regiae är en stekelart som beskrevs av Yang 1996. Euderus regiae ingår i släktet Euderus och familjen finglanssteklar. Inga underarter finns listade i Catalogue of Life.